# Dani Barcia
Daniel Barcia Rama (Cambre, A Coruña,  19 de enero de 2003) es un futbolista español que juega como defensa central en el Deportivo de La Coruña de la  Liga Hypermotion.
Cónyuge: Mariña Veiga Morado

## Trayectoria
Dani Barcia se formó en la cantera del Deportivo de La Coruña pasando por todas sus categorías inferiores (desde el Benjamín B hasta el primer equipo). En julio de 2021, se proclamó campeón de España con el Juvenil A en la temporada 2020-21 a las órdenes de Óscar Gilsanz.
En la temporada 2021-22, disputaría 5 partidos en la UEFA Youth League con el juvenil deportivista.
8 de julio de 2021, renueva su contrato con el Deportivo de La Coruña hasta 2026.
En la temporada 2022-23, forma parte de la plantilla del RC Deportivo Fabril de la Tercera Federación, con el que consiguió el ascenso a Segunda Federación.
El 12 de noviembre de 2022, hace su debut con el primer equipo del Deportivo de La Coruña en la primera ronda de la Copa del Rey, en un encuentro frente al CD Guijuelo.
En la temporada 2023-24, forma parte de la primera plantilla del Deportivo de La Coruña de la Primera Federación, siendo el tercer central del equipo y logrando el ascenso a LaLiga Hypermotion.

### Internacional
En noviembre de 2021, debuta con la Selección de fútbol sub-19 de España en un mini torneo de clasificación para el campeonato de Europa de la categoría en Luxemburgo.

## Clubes
Actualizado al último partido disputado el 21 de septiembre de 2024.
| Club                   | País   | Año       | Partidos | Goles |
| ---------------------- | ------ | --------- | -------- | ----- |
| RC Deportivo Fabril    | España | 2021-2023 | 58       | 4     |
| Deportivo de La Coruña | España | 2023-act. | 18       | 0     |